# 김정식 (코미디언)
김정식(金正植, 1959년 5월 5일 ~ )은 희극배우 겸 연극배우 분야에서 모두 은퇴한 대한민국의 사회운동가 겸 목회자이고 기업가 겸 대학 교수이다.

## 주요 이력
- 1978년 고등학교 3학년 시절 연극배우 첫 데뷔하였고 1981년 KBS 한국방송공사 코미디언에 데뷔하였으며 1980년대 중후반 시절에 밥풀떼기라는 닉네임으로도 유명하였던 그는 2002년, 연예 분야를 은퇴한 이후 2007년 4월 18일 대한예수교장로회(합동) 교단에서 목사 안수를 받았다.

그의 희극배우 시절 대표작으로는 《쇼비디오자키》,《유머1번지》,《홍길동》이 있는데 《유머 일번지》의 명절 특집 한 코너에서, 고향길 기차칸에 앉아서 동승한 사람들에게 용감하게 주먹을 흔들면서 "너와 내가 아니면 누가 지키랴~ 동사무소를 누가지키랴~"라며 군가를 짧게 힘차게 불렀다.

## 연기 활동
1980년대에서부터 1990년대 말까지 희극 배우로 활동하였다. '꼬마신랑', '밥풀떼기'라는 별명으로 많은 사랑을 받았으며, 코미디 프로그램의 기획, 대본 작성, 출연을 할 만큼 상당한 실력을 갖춘 전문가로 활약하였다.

### 방송
- KBS2 《유머 일번지》 - 아르바이트 백과, 동작그만, 어우동 농구단, 제7병동, 감초의 전방, 화개장터
- MBC 《퀴즈여행 달려라 지구촌》 (1991년)
- MBC 《신혼 퀴즈쇼》 (1996년)
- KBS2 《쇼 비디오 자키》 - 도시의 천사들
- KBS2 《한바탕 웃음으로》내 사랑 꼬마신랑
- KBS2 《혼자서도 잘해요》 - MC
- KBS2 《퀴즈탐험 신비의 세계》 - 게스트 (1995.5.12)
- KBS2, KBS1 《가족오락관》 - 게스트
- SBS 빙글빙글 퀴즈 이경애 와 녹두꺼비 팀으로 출연

CF
- 1985년 ~ 1986년 오리온 (런치타임, 초코파이, 도르리)
- 1986년 빙그레 빙그레 토핑바 (Feat. 장서희)
- 1986년 해태제과 해태 호박바 (Feat. 김혜수)
- 1986년 삼양식품 삼미우동 ("유모어 1번지 - 아르바이트 백과" 팀으로 출연)
- 1987년 해태제과 해태 윙크 봉봉
- 1987년 삼립식품 삼립 잡아라 (Feat. 김혜영)
- 1988년 롯데제과 롯데 타임머신 콘
- 1990년 깨끗한나라 엘핀스 하이탑
- 1990년 고려제약 하벤 ("쇼 비디오 자키 - 도시의 천사들" 팀으로 출연)

영화
- 《순돌이와 각시탈 품바》- 정구 역
- 《외계에서 온 우뢰매》 - 삼삼이 역 (특별출연)
- 《공초도사와 슈퍼 홍길동 2》 - 홍길동 역
- 《슈퍼 홍길동 3》 - 홍길동 역
- 《뚱녀 도사와 홍길동 7》 - 홍길동 역
- 《밥풀떼기 형사와 쌍라이트》
- 《민지와 왕라이트》
- 《서울은 여자를 좋아해》 - 종달 역

연출
- KBS 《명랑극장》
- 국내 최초 디지털 장편 극영화 "공포특공대" 감독

## 사회 봉사 활동
이후 1998년 영화 관련 공부를 위해 미국에 유학하며, 연예계 활동을 은퇴하였다. 그 후 장애인 인터넷 방송 '사랑의 소리'의 방송 본부장을 맡았으며, 대불대학교 실용음악과 강사로 재직하고 현재는 사회복지 분야에서 활동하고 있다. 총신대학교 신학대학원에서 신학연구과정(M. Div)을 공부하여 석사 학위를 취득하였으며, 2007년 대한예수교장로회(합동)에서 목사 안수를 받아 목회자의 길을 걷게 되었다.
- 희귀 난치병 어린이 돕기 단체인 (사)'여울돌'의 고문 위원
- 장애인 지원 단체인 (사)스마일재단의 홍보대사
- (사) 중구문화재단 충무아트홀 이사
- (사) 청소년문화마을 상임이사
- 한국장애인문화예술교육협회 대표
- 경기도 파주 예온교회 담임목사

## 교육 활동
- 나사렛대학교 멀티미디어학과 겸임교수
- 세한대학교 방송영상 전공 교수
- 나사렛대학교 교양학부 교수
- 정화예술대학 방송영상학부 겸임교수
- 한세대학교 대학원 예술경영 교수

현재
- 한국콘서바토리 방송영상학과 학과장

## 수상
- 1988년 KBS 코미디대상 연기상
- 1988년 제24회 백상예술대상 TV 남자예능상/도시의 천사들
- 1991년 제27회 백상예술대상 TV 남자예능상/동작그만
- 1995년 한국 최고인기 연예인 대상 모범 연예인상

## 가족 관계
- 장인: 이경재 前 국회의원

## 같이 보기
- 임하룡